# Международный день тигра
Международный день тигра (англ. International Tiger Day) — праздник, установленный на Международном форуме по проблемам, связанным с сохранением тигров на Земле («Тигриный саммит»), в ноябре 2010 года в Санкт-Петербурге. Ежегодно отмечается 29 июля.
Одной из главных целей проведения Международного дня тигра в разных странах является информирование общественности о проблеме исчезновения тигров и способах их защиты.
Тигр находится под международной охраной, внесён в Красную книгу МСОП, Приложение 1 СИТЕС. С 1947 года действует полный запрет охоты на тигров. В 1955 году был запрещён, а затем строго ограничен отлов тигрят.

## В разных странах
Праздник в различных местах отмечается по-разному: например, в некоторых зоопарках по всему миру хищники в такой день получают особо вкусный паёк и подарки. Международная организация Global Tiger Initiative к Международному дню тигра приурочила сбор около 350 миллионов долларов в целях сохранения популяции тигров и заявила, что к 2022 году популяция диких кошек не только не исчезнет, но даже удвоится.

### В России

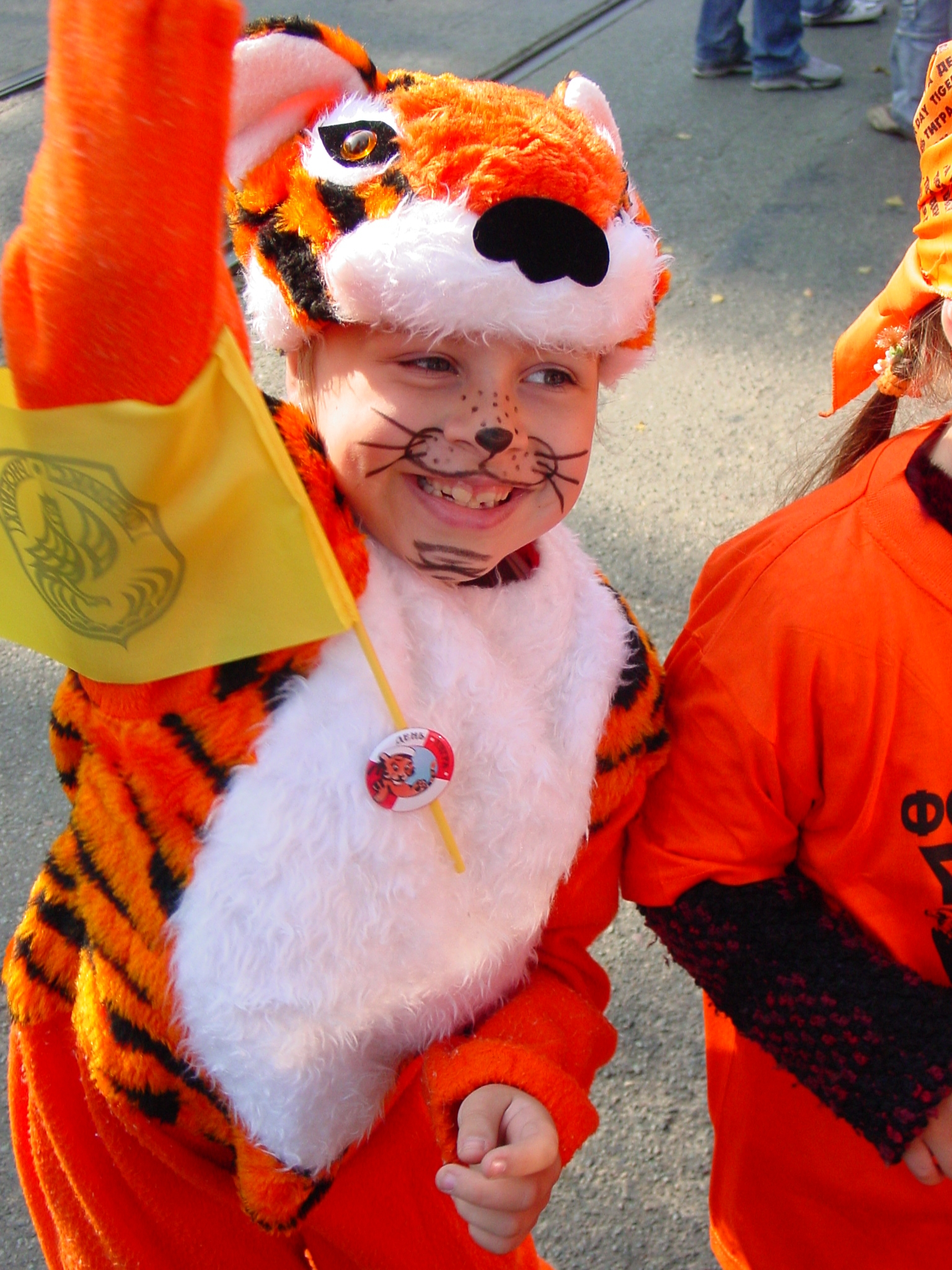
Празднование Дня тигра во Владивостоке, 2006 год

В Приморском крае России в последнее воскресенье сентября также празднуется альтернативный праздник — День тигра, появившийся в 2000 году. Идею такого дня ещё в 1995 году предложил приморский писатель-охотовед Владимир Тройнин, который потом в течение пяти лет проводил в школах и библиотеках Владивостока уроки любования природой, экологические экскурсии для детей и «День Тигра» в формате чтений. В 2000 году директор Фонда «Феникс» Сергей Березнюк решил изменить формат «Дня Тигра», предложив своим друзьям и родственникам, а также коллегам из Амурского филиала Всемирного фонда дикой природы пройтись по городу в костюмах тигра с лозунгами в поддержку полосатого хищника, что и было сделано: 14 октября колонна из 200 человек прошла по центральной площади Владивостока. В 2001 году постановлением главы администрации Владивостока «Дню тигра» был придан статус ежегодного официального городского праздника. По традиции в городе праздник начинается карнавальным шествием, в программе празднования также присутствуют конкурсы и соревнования. В последующие годы «День тигра» стали праздновать и в других населённых пунктах Приморского края, а с 2008 года он официально стал праздником краевого масштаба. В 2010 году праздник стали праздновать и в КНР на приграничных с Приморьем территориях.
Президент России Владимир Путин назвал «День тигра» самым ярким экологическим праздником страны. По словам Путина, этот день объединяет «всех, кого волнует судьба этого прекрасного хищника, всех, кто неравнодушен к дикой природе и стремится жить с ней в гармонии, оберегать её, формируя здоровую окружающую среду и для себя, и для будущих поколений».